# کبلنیتسه (ییچین)
کبلنیتسه (به چکی: Kbelnice) یک منطقهٔ مسکونی در جمهوری چک است که در شهرستان ییچین واقع شده‌است.